# Сіверська земля
Сі́верська земля́ (Сі́верщина) — історико-географічний регіон, колиска зародження Київської Русі, що включала басейн середньої та нижньої Десни, Посем'я і нижнє Посожжя.
Термін зафіксований у джерелах XIV—XVIII століть і є похідним від етноніма «сівер» (сіверяни) — назви східнослов'янської діалектно-етнографічної групи дніпровського лівобережжя (VIII—XII ст.).
Поняття «Сіверська земля» охоплювало тільки частину ареалу розселення племені сіверян — власне, ті території, які у другій половині XI — першій половині XIII століть входили до складу Чернігівського князівства. Тут існувало також окреме удільне Сіверське князівство.
Поняття «Сіверщина» є ширшим і охоплює всі етнографічні землі племені сіверян, відомі за археологічними пам'ятками давньоруської доби. Частина цих земель нині належить Російській Федерації (землі біля Брянська, Рильська, Курська, Бєлгорода та Орла).

## Історичні відомості

### Інтеграція Сіверських земель до складу Речі Посполитої
1618 року внаслідок Деулінського перемир'я землі Сіверщини увійшли до складу Речі Посполитої. У 1635 році тут було завершено процес створення окремого Чернігівського воєводства. Процес супроводжувався впровадженням на Сіверщині окремих земських урядів, пізніше сеймиків, громадських та земських судів, повітового устрою.
Назва Сіверських земель, як однієї з провінцій Речі Посполитої, впродовж 1620–1635 років не була усталеною. У документації королівської канцелярії вживалися назви: «Чернігівське князівство» (найчастіше), «Сіверське князівство» та «Сіверщина».
Успішне завершення інтеграції Сіверських земель так до кінця й не відбулося. Завадою цьому стали події Визвольної війни 1648–1654 років.

## Сіверська Україна
Регіон Сіверської України займає територію в межах Конотопського та Шосткинського районів Сумської області й Корюківського, Ніжинського, Новгород-Сіверського та Чернігівського районів Чернігівської області.

Привітання на Сіверській землі (Новгород-Сіверський)

Великими містами тут є:
- Конотоп;
- Глухів;
- Кролевець;
- Ніжин;
- Путивль;
- Шостка;
- Чернігів;
- Новгород-Сіверський;
- Корюківка;
- Бахмач.

### Культура і туризм
Регіон розкинувся на прикордонні української та російської культур, тому цей край є одним з найпривабливіших туристичних регіонів України.
Зараз жителі регіону відроджують історичні і архітектурні пам'ятки, створені руками пращурів, та свято шанують і примножують славні традиції свого краю.
Серед найпривабливіших таких пам'яток є: Антонієві печери (Чернігів), Чернігівський Вал, Глинська пустинь (Глухівський район), Софроніївський монастир (Путивльський район), Спасо-Преображенський монастир (Новгород-Сіверський), Мовчанський монастир (Путивль), Деснянсько-Старогутський національний природний парк (Середино-Будський район), Палац Розумовського (Батурин), Яблуня-колонія (Кролевець), Державні історико-культурні заповідники в центрі Глухова, Путивля, Новгород-Сіверського та дуже багато іншого.
Приблизно в XVI—XVII ст. сформувалася так звана «сіверська школа» українського народного іконопису. На її становлення вплинули консервативні візантійські традиції, характерні для Великого князівства Московського. Сіверським іконам притаманні стриманість, суворість, аскетичність. Ці ж риси зберігалися й за часів бароко; об'ємність і емоційність в образах святих були майже відсутні. Збірка сіверських ікон знаходиться в експозиції Музею української домашньої ікони Історико-культурного комплексу «Замок Радомисль».
Природа Сіверщини оспівана в повісті Олександра Довженка «Зачарована Десна» та однойменному фільмі, знятому цим видатним українським кінорежисером і письменником.

## Демографія

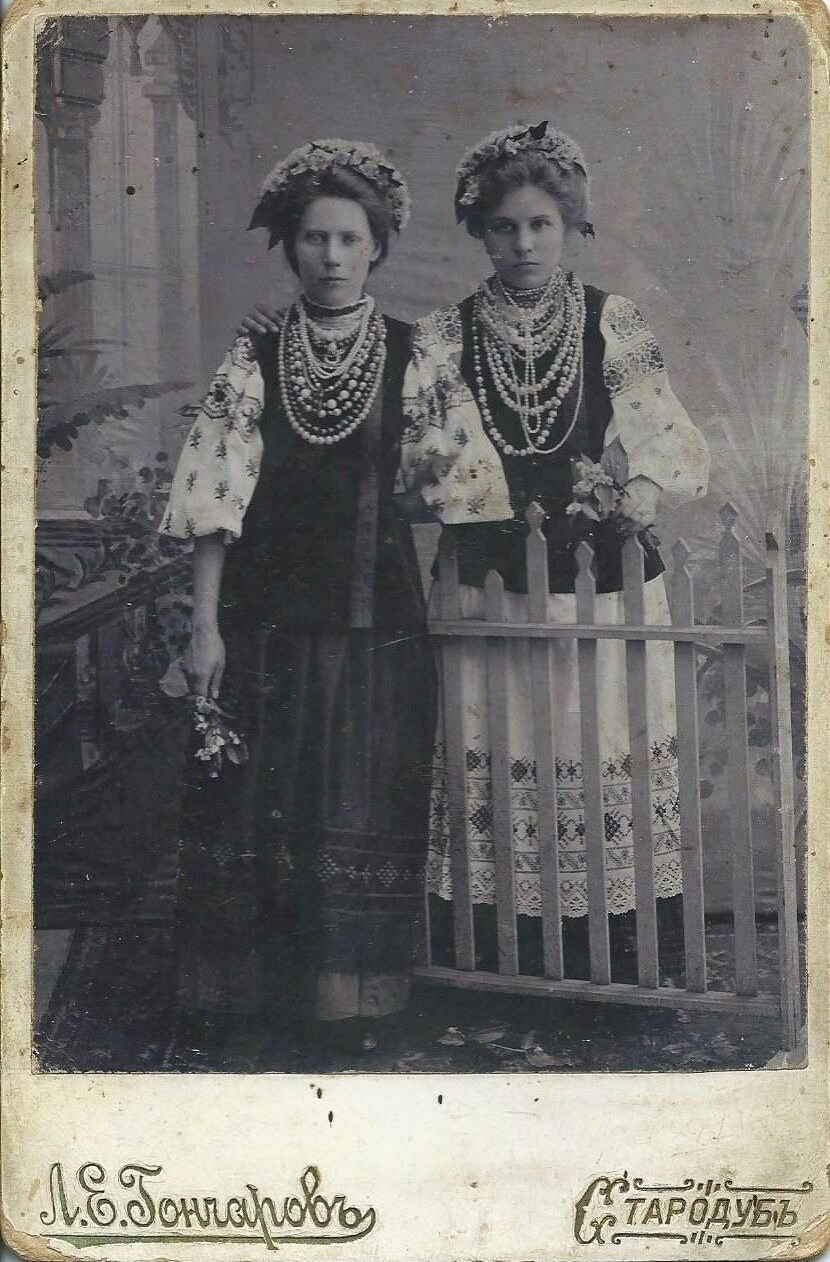
Українські жінки міста Стародуба, 1900-і роки

За козацько-гетьманської держави Чернігівщина була одним з найбільш заселених країв України — 19 мешканців на 1 км²; це пояснюється давнім заселенням і відносно спокійним положенням; татарські наскоки тут були рідкі. Густота населення залежала від врожайности ґрунтів; найгустіше була заселена територія Прилуцького полку (28 меш. на 1 км²), положеного в районі чорноземів, найрідше — Чернігівського полку з піщаними ґрунтами і забагненнями (18). 1764 на Чернігівщині жило 964 000 меш., 1782 — 1 177 000, 1858 — 1 472 000, 1921 — 2 322 000, 1914 — 3 020 000. Чернігівщина завдячувала це значне збільшення населення великому природному приростові (на поч. 20 ст. на 1 000 мешканців близько 48 народжень, 29 смертей, 19 % природного приросту). Але тільки близько 2/3 природного приросту лишалося, близько 1/3 переселювалася від кінця 18 ст. на Південну Україну, Кубань та на Надволжя, пізніше гол. на східне Передкавказзя, від кінця 19 ст. за Урал (на Сибір, Далекий Схід. Чернігівщина давала найбільший континґент переселенців. Велике аґрарне переселення і брак промисловості були причиною цієї еміграції. За роки 1898—1913 еміґрувало за Урал близько 250 000 осіб. Слідами розселення чернігівців в Азії є назви: Чернігівка, Новочернігівка та ін. Крім того, щороку близько 150 000 осіб виїздило на сезонні роботи на Донбас та Криворіжжя. Через значну еміграцію приріст населення був слабший, ніж на інших українських землях. За 100 pp. до 1918 населення центральних українських земель збільшилося в 4 рази, в Чернігівщині в 2,5 рази. Разом з тим зростала густота населення Чернігівщини: 1851 — 26,3 мешканців на 1 км², 1897 — 44,2, 1914 — 57,8; 1897 91 % населення жило в селах, 1913 — міське населення становило 307 700 осіб (10,1 %). Найбільшими містами були: Ніжин (32 000), Чернігів (27 000), Стародуб (26 000), Конотоп (23 000) Глухів (17 000).
Війни й революції спричинили спад людности Чернігівщини; з 1923 знову приріст, навіть більший, ніж до 1914. На території губернії (без 4 північних повітів), жило в 1914 році 2 235 000 людей.
Пізніше еволюція та сама, що й на більшості українських земель: великі втрати населення у 1915 — 22 pp. і ще більші в 1932 — 34 pp. і вдруге у 1941 — 44 (разом зменшення населення на 30 %). Незважаючи на пізніший приріст, чисельність населення не досягло довоєнного рівня. З 1960 воно навіть зменшується (у тис.): 1940 — 1 876, 1950 — 1 488. 1959 — 1 573, 1965 — 1 570, 1970 — 1 500, 1981—1483). Природний приріст населення найменший в Україні (1974 — на 1 000 : народилося 12,7, померло — 10,7, природного приросту — 2,0).
Густота населення одна з найменших в Україні (46,5 на 1 км²). Як і давніше, вона найбільша в смузі Лісостепу (до 60), найменша на півночі (20 — 30). Міське населення становить на 1981 — 46,3 % (1960 — 23,9 %, 1970 — 35,4 %). Серед міст зменшилося давнє значення Ніжина, який є другим містом на Чернігівщині (76 000 меш. на 1983) після Чернігова (263 000), але він більший від Прилук (69 000).
Чернігівщина належить до областей з найбільшим відсотком українців. За переписом 1897, українці становили в Чернігівській губернії (без 4 півн. повітів) 91,8 %, росіяни — 3,2 %, євреї — 4,5 %; на 1926 відповідні відсотки: 92,3, 3,0, 4,5; нац. склад населення на території Чернігівської області на 1959 — 94,6 % українців, 3,9 % росіян, 0,9 євреїв, на 1970 — відповідні відсотки: 93,6, 4,8, і 0,7. Ці числа вказують на стабільний стан національних відносин в Чернігівщині.
Північна Чернігівщина розташована на межі України, Білорусі та Росії. З 1920 входить до РРФСР і становить південну частину Брянської губернії. — з 1944 Брянська область: 14200 км², бл. 0,9 млн мешканців. Минуле Стародубщини таке саме, як минуле всієї Чернігівщини: за гетьманської держави належала до Стародубського полку; з 1782 частина Чернігівського намісництва, з 1802 — Чернігівська губернія, в межах якої охоплювала Стародубський, Мглинський, Суразький і Новозибківський повіти.
За ревізійним переписом 1899 року, етнографічними картами Олександра Ріттіха і за О. Русовим населення Північної Чернігівщини становили українці (бл. 70 %) з домішкою росіян; за російським переписом 1897 року воно було рос.; мовознавці вважали мову населення білоруською говіркою. Українська держава 1917 на початку не претендувала на приналежність Північної Чернігівщини до України, але на підставі заяви земських зборів Новозибківського і Мглинського повітів (кінець 1917) про бажання увійти до складу України Українська Центральна Рада поширила територію УНР на Північну Чернігівщину. Захопивши Чернігівщину 1919, радянська влада відірвала П. Чернігівщину від Чернігівської губернії і включила її до Російської СФСР (а не до Білорусі), і вона увійшла до складу Гомельської, згодом Брянської області.
За переписом 1926 національний склад Північної Чернігівщини був такий: росіяни — 709,3 тис. (80,6 %), українці — 122,9 тис. (14,0 %), євреї — 32,5 тис. (3,7 %), білоруси — 14,8 тис. (1,6 %). Основу російського населення на Північної Чернігівщині становили старообрядці, які тут поселилися у 17 ст.; їх осередком було м. Клинці, в якому вони розвинули текстильну промисловість.
Землі Північної Чернігівщини можна вважати за мішаний укр.-білорус.-рос. край. Тепер населення зазнає русифікації. За переписом 1959 p., в Брянській обл. жило 18 300 українців, за переписом 1970 — їх було 21 000 (зокрема 9 000 вважало українську мову за свою рідну).

## Господарство
До 1920-х pp. Чернігівщина була відсталим сільсько-господарським краєм з незначною промисловістю; бл. 80% населення жило з сільського господарства. Сільське господарство на Сіверщині стояло на найнижчому рівні в Україні. Ще до кінця ХІХ ст. в загальному вжитку була соха й рало, обробка землі та її угноєння були недостатні, забезпечення селян землею незадовільне, внаслідок чого Сіверщина потерпала від аграрного перенаселення. Панівною системою сільського господарства було трипілля і тому близько 25% ріллі було зайнято під толокою, а посівна площа становила лише 35% всієї території. Близько 80% посівної площі припадало на зернові, 12% на картоплю, 4% на кормові, 4% на технічні культури. Основні збіжжеві культури: жито, овес, гречка (найбільший гречаний район в Україні), далі пшениця і ячмінь. Урожайність — 10 — 12 центнерів з 1 га у смузі лісостепу, менше на Чернігівському Поліссі. Поширений тут також льон, тютюн, у лісостепу — цукровий буряк. Зараз унаслідок загального демографічного спаду та особливо Чорнобильської аварії, кількість населення Чернігівщини значно зменшилась.